# Tyler Herro
Tyler Christopher Herro (/ˈhiːroʊ/ HEE-roh; sinh 20 tháng 1 năm 2000) là một cầu thủ bóng rổ chuyên nghiệp người Mỹ thi đấu cho Miami Heat tại Giải bóng rổ nhà nghề Mỹ (NBA). Anh chơi bóng rổ đại học trong một năm với Kentucky Wildcats. Sau khi được Heat chọn ở vòng đầu tiên của NBA Draft 2019 với lượt chọn thứ 13, Herro đã được vinh danh vào NBA All-Rookie Second Team vào năm 2020.

## Sự nghiệp trung học
Herro sinh ra ở Milwaukee và tốt nghiệp trường trung học Whitnall ở Greenfield, Wisconsin. Trong mùa giải vào năm cuối cấp của mình, anh được ghi danh vào Đội hình tiêu biểu toàn bang khi ghi trung bình 32,9 điểm, 7,4 rebound, 3,6 kiến tạo và 3,3 cướp bóng mỗi trận; hiệu suất trên sân của Herro là hơn 50% và hiệu suất ném ba điểm của anh là 43,5%. Herro đã ghi được hơn 2.000 điểm trong sự nghiệp trung học của mình.

## Những đề nghị đại học và cam kết tài trợ
Từ khi còn ở trường trung học, Herro nhận được học bổng từ Đại học Wisconsin – Madison, Đại học Marquette, Đại học DePaul, Đại học Bang Oregon và Đại học Bang Arizona. Anh đã xác nhận sẽ chơi cho Đại học Wisconsin sau khi đến thăm khuôn viên trường Madison nhiều lần. Cam kết đối với chương trình Đại học Wisconsin – Madison được Herro đưa ra trước khi anh tốt nghiệp trung học 2 năm, vào tháng 9 năm 2016. Vào năm 2017, huấn luyện viên John Calipari từ Đại học Kentucky đã đến nhà thi đấu của Trường Trung học Whitnall để xem Herro thi đấu trực tiếp và đưa ra đề nghị. Herro sau đó đã hủy cam kết khỏi Wisconsin vào ngày 17 tháng 10 năm 2017. Khi Herro đã rút khỏi đề nghị chơi cho Madison, anh được Đại học Kansas và Kentucky nhận và trao học bổng. Học bổng đó đã được Calipari trao cho Herro vào ngày 31 tháng 10 năm 2017. Herro sau đó đã đến thăm khuôn viên Kentucky và quyết định chơi cho Kentucky. Herro đã ký dự thảo của mình với Kentucky vào ngày 14 tháng 11 năm 2017.

## Sự nghiệp đại học
Herro ghi trung bình 14,0 điểm, 4,5 rebound và 2,5 kiến tạo mỗi trận khi là cầu thủ xuất phát duy nhất ra sân trong tất cả 37 trận cho Kentucky Wildcats. Vào ngày 27 tháng 2 năm 2019, anh đã ghi được 29 điểm, cao nhất trong sự nghiệp khi còn thi đấu cho trường, thực hiện thành công 9/10 tình huống dứt điểm và tất cả sáu quả ném phạt để dẫn dắt Wildcats lội ngược dòng dành chiến thắng trước Arkansas Razorbacks với tỉ số 70–66. Trong số những giải thưởng mà Herro nhận được có All-Freshman First Team do Thời báo Bóng rổ và Giải Tân binh khu vực Đông Nam của năm bình chọn bởi Associated Press.  Vào ngày 12 tháng 4 năm 2019, Herro đã tuyên bố tham gia NBA draft 2019, từ bỏ ba năm đại học cuối đồng thời thuê một người đại diện. Herro được đánh giá sẽ được lựa chọn khoảng giữa vòng một trong hầu hết các cuộc lựa chọn mốc.

## Sự nghiệp chuyên nghiệp

### Miami Heat (2019 – nay)
Vào ngày 20 tháng 6 năm 2019, Herro được Miami Heat lựa chọn với lượt chọn tổng thể thứ 13 trong NBA draft 2019. Herro đã được các tân binh đồng nghiệp của anh ấy bình chọn là tay ném hay nhất trong kì draft năm 2019. Vào ngày 10 tháng 7 năm 2019, Heat thông báo rằng họ đã ký hợp đồng với Herro. Vào ngày 23 tháng 10 năm 2019, anh có trận ra mắt NBA, bắt đầu với chiến thắng 120–101 trước Memphis Grizzlies, kết thúc trận mở màn với 14 điểm, 8 rebound, 2 cướp bóng và 1 kiến tạo. Trong trận đấu thứ tư của mình(và trận đầu tiên ra sân từ băng ghế dự bị), Herro đã ghi được 29 điểm, mốc cao nhất trong sự nghiệp tính đến lúc đó, vào ngày 29 tháng 10 trong chiến thắng 112–97 trước Atlanta Hawks. Herro được lựa chọn vào đội hình đấu trận Rising Stars trong All Star Weekend vào năm 2020, nhưng đã bị loại do chấn thương mắt cá chân. Vào ngày 12 tháng 8 năm 2020, anh ghi được 30 điểm trong trận thua 116-115 trước Oklahoma City Thunder.
Khi Heat đánh bại Milwaukee Bucks ở lượt hai của vòng loại trực tiếp (playoffs) NBA 2020 vào ngày 8 tháng 9 năm 2020, Herro trở thành cầu thủ đầu tiên trong lịch sử NBA sinh vào những năm 2000 góp mặt trong một trận Chung kết Miền NBA. Vào ngày 15 tháng 9 năm 2020, anh được chọn vào 2019-20 NBA All-Rookie Second Team của NBA.
Trong Game 4 của trận Chung kết miền Đông 2020, anh ghi được 37 điểm, cao nhất trong sự nghiệp tính đến thời điểm đó, trở thành cầu thủ thứ tư trong lịch sử vòng đấu loại trực tiếp ghi được hơn 30 điểm trước khi bước sang tuổi 21 và là cầu thủ dưới 21 tuổi ghi nhiều điểm thứ hai, chỉ sau Magic Johnson. Herro cũng lập nhiều kỉ lục khi là cầu thủ trẻ nhất từng vào Chung kết Miền (20 tuổi, 247 ngày) và ghi hơn 30 điểm đồng thời có nhiều điểm nhất trong năm tân binh. Sau chiến thắng trong loạt trận Chung kết miền Đông trước Boston Celtics, Herro trở thành cầu thủ đầu tiên sinh vào những năm 2000 chơi ở một trận Chung kết NBA.
Trong Game 2 của NBA Finals 2020, Herro trở thành cầu thủ trong đội hình xuất phát trẻ nhất trong một trận Chung kết NBA ở tuổi 20 và 256 ngày - trẻ hơn Magic Johnson 8 ngày khi ông xuất phát ở Game 1 cho Lakers vào năm 1980 với Philadelphia 76ers.. Trong Game 4 của loạt trận Chung kết này, anh đã ghi được nhiều pha ném 3 điểm nhất đối với một tân binh trong lịch sử NBA Playoffs, thành công ở 45 pha ném từ ngoài vòng bán nguyệt, vượt qua kỷ lục 43 pha ném 3 của Matt Maloney trong NBA Playoffs năm 1997 . Vào ngày 9 tháng 10 năm 2020, Herro đã phá kỷ lục tồn tại trong 44 năm khi ghi 10 điểm trong hiệp 3 của Game 5 tại vòng chung kết NBA 2020 - lập kỷ lục NBA cho một tân binh khi thi đấu liên tiếp nhiều trận nhất trong vòng loại trực tiếp ghi điểm trên 2 chữ số với 20, vượt qua kỷ lục 19 trận của cầu thủ thi đấu cho Phoenix Suns năm 1976 là Alvan Adams. Herro giúp Heat lọt vào NBA Finals 2020, nhưng đội đã để thua trong 6 trận trước Los Angeles Lakers.

## Thống kê sự nghiệp

### Cấp độ đại học
| Năm     | Đội      | GP | GS | MPG  | FG%  | 3P%  | FT%  | RPG | APG | SPG | BPG | PPG  |
| ------- | -------- | -- | -- | ---- | ---- | ---- | ---- | --- | --- | --- | --- | ---- |
| 2018–19 | Kentucky | 37 | 37 | 32.6 | .462 | .355 | .935 | 4.5 | 2.5 | 1.1 | .3  | 14.0 |

### NBA

#### Mùa giải chính (regular season)
| Năm       | Đội       | GP | GS | MPG  | FG%  | 3P%  | FT%  | RPG | APG | SPG | BPG | PPG  |
| --------- | --------- | -- | -- | ---- | ---- | ---- | ---- | --- | --- | --- | --- | ---- |
| 2019–20   | Miami     | 55 | 8  | 27.4 | .428 | .389 | .870 | 4.1 | 2.2 | .6  | .2  | 13.5 |
| Sự nghiệp | Sự nghiệp | 55 | 8  | 27.4 | .428 | .389 | .870 | 4.1 | 2.2 | .6  | .2  | 13.5 |

#### Postseason
| Năm       | Đội       | GP | GS | MPG  | FG%  | 3P%  | FT%  | RPG | APG | SPG | BPG | PPG  |
| --------- | --------- | -- | -- | ---- | ---- | ---- | ---- | --- | --- | --- | --- | ---- |
| 2019–20   | Miami     | 21 | 5  | 33.6 | .433 | .375 | .870 | 5.1 | 3.7 | .4  | .1  | 16.0 |
| Sự nghiệp | Sự nghiệp | 21 | 5  | 33.6 | .433 | .375 | .870 | 5.1 | 3.7 | .4  | .1  | 16.0 |

## Đời tư
Herro có hai người em trai, Austin và Myles (Austin là người em lớn hơn), cả hai đều chơi bóng rổ. Cha mẹ của họ là Jennifer và Chris Herro.